# Erland Kafle
Erland Kafle, född 1617, död 27 april 1678 i Knivsta församling, var en svensk ämbetsman.

## Biografi
Erland Kafle föddes 1617. Han var son till hovmästaren Bengt Kafle och Malin Soop. Kafle blev i augusti 1631 student vid Uppsala universitet och 30 juli 1638 vid Leidens universitet. Han blev 10 mars 1638 häradshövding i Askims, Östra Hisings, Västra Hisings, Inlands Södre och Torpe häraders domsaga och 31 maj 1644 assessor i Göta hovrätt. Kafle blev 23 augusti 1645 åter häradshövding och 30 juni 1655 vice president i Göta hovrätt, med avsked 3 november 1672. Han avled 1678 i Ledinge, Knivsta socken och begravdes i Knivsta kyrka, där hans vapen och gravsten lades.

### Egendom
Kafle ägde Ledinge i Knivsta socken och Seglinge i Almunge socken.

### Familj
Kafle gifte sig första gången 24 juni 1646 i Jönköping med Brita Månesköld af Seglinge (1625–1673), dotter till vice presidenten Carl Månesköld af Seglinge och Anna Soop. De fick tillsammans barnen Anna Kafle (1652–1670), studenten Carl Kafle, Magdalena Kafle som var gift med amjoren Carl Erik Silfersparre, studenten Cales Kafle, Ingeborg Kafle som var gift med löjtnanten Gustaf Adolf Drakenberg och överstelöjtnanten Gunnar Zittelberg, Brita Kafle som var gift med Erik Geete, Margareta Kafle som var gift med kaptenen Johan Philip Bonde, Bengt Kafle (1665–1715), Helena Maria Kafle (1667–1668), Metta Kafle som var gift med överstelöjtnanten Magnus Anders Breitholtz och Christina Kafle (1669–1716) som var gift med kaptenen friherre Johan Kagg.
Han gifte sig andra gången 6 september1674 på Kiemmingeberg med Brita Wernstedt (1640–1677), dotter till landshövdingen Melker Wernstedt och Christina Ribbing. Brita Wernstedt var änka efter Didrik Yxkull. Kafle och Wernstedt fick tillsammans barnen Anna Kafle som var gift med majoren Gustaf Fechtenberg och löjtnanten Erland Kafle (1677–1728).